# Betriebshandbuch
In einem Betriebshandbuch (BHB) sind Maßnahmen beschrieben, die für den Betrieb einer Anlage (beispielsweise Verkehrsanlage, Kraftwerk, Hallen- oder Freibad), eines IT-Systems im Sinne einer Anwendung, eines luftfahrttechnischen Betriebs oder ähnlichem notwendig sind. Im BHB kann auch der Betriebsplan einer derartigen Anlage dokumentiert und festgeschrieben werden.

## Definition
Entsprechend den verschiedenen Anwendungsbereichen gibt es unterschiedliche Definitionen und Verbindlichkeiten für ein BHB. Unterschiedlich ist, wie detailliert es ist bzw. wie weit geregelt ist, welche Inhalte es haben muss oder kann.
Im Gegensatz zur Gebrauchsanweisung, die für von Verbrauchern verwendete Produkte erstellt werden, wird der Begriff Betriebshandbuch vorwiegend für größere Anlagen und Systeme im kommerziellen Einsatz verwendet.

### Branchendefinitionen
Die Betriebshandbücher werden in den unterschiedlichen Branchen und Anwendungsfällen spezifischer bezeichnet. Beispiele:
- „Betriebshandbuch Bäder“ durch die Deutsche Gesellschaft für das Badewesen e. V.[1]
- „IT-Betriebshandbuch“ in der IT. Es gab hierzu eine Definition im V-Modell: BetrHb.[2] Diese ist in der aktuellen Version nicht mehr enthalten, so dass es keine verbindliche Definition dazu gibt.
- „Luftfahrttechnisches Handbuch“ durch die IABG mbH, LTH-Koordinierungsstelle[3] (LTH)

## Verbindlichkeit
In gesetzlich geregelten Fällen sind die Inhalte genau vorgegeben. Sie werden in einem Genehmigungsverfahren autorisiert; beispielsweise von einer Zulassungsbehörde wie dem Luftfahrt-Bundesamt für die Sicherheit im Flugbetrieb. Auch ohne gesetzliche Regelungen ist eine Genehmigung durch eine Prüfinstanz sinnvoll. Dies insbesondere zur Regelungen von Maßnahmen, die mit einer Haftung verbunden sind. Die in einem BHB dann getroffenen Festlegungen stellen keine „empfohlene Richtlinie“ dar, von der mehr oder weniger abgewichen werden darf, sondern sie sind verbindliche Anweisungen.

### Audit
Das Vorhandensein eines Betriebshandbuches sowie die Listen mit den bestätigten Durchführungen der erforderlichen Wartungsarbeiten werden je nach Anlage von Aufsichtsbehörden oder internen und externen Revisoren überprüft. (Beispiel: Tägliche Reinigung von Maschinen, die Lebensmittel be- oder verarbeiten.)

### Bedeutung
Besonders in börsennotierten Unternehmen sind die Betriebshandbücher allgemein und speziell für die EDV-Systeme seit ca. 2005/2006 aufgrund der Regelungen Basel II und Sarbanes-Oxley Act ein wichtiges Thema.

## Inhalte
Ein BHB beinhaltet in jedem Fall Aktivitäten bzw. Maßnahmen, also das „Was“ und „Wie“ im Sinne der eigentlichen Bedienung. Hierbei wird typischerweise davon ausgegangen, dass alle direkten und auch vorbeugenden Tätigkeiten beschrieben werden. Dies kann ergänzt sein durch:
Verantwortlichkeiten für die Maßnahmen
„Wer“ – die Person mit der entsprechenden Verantwortung für die Tätigkeit. Dazu gehört auch eine definierte Kompetenz für die Aktivität.
Zeitpunkte und Intervalle
„Wann“ beziehungsweise das „Wie oft“ für vorgeschriebene oder sinnvolle Wartungsmaßnahmen.
Sicherheit
Die Sicherheitshinweise im Sinne der Beachtung von Grenzwerten für die technischen Funktionen, des fehlerfreien Betriebs oder der Einhaltung des Datenschutzes.
Fehlerbehebung
Die Maßnahmen oder Schritte, die im Falle einer Störung des Anlagenbetriebes zu ergreifen sind.
Logbuch
Die Durchführung der vorgeschriebenen Wartungsarbeiten wird in der Regel von den Mitarbeitern des Betriebes oder von der mit der Wartung beauftragten Firma auf formularähnlichen Zusatzblättern beziehungsweise in einem Betriebstagebuch datumsgenau dokumentiert. Besondere Vorkommnisse, Austausch oder Reparatur von Teilen und Ähnliches werden ebenfalls aufgezeichnet. Das BHB regelt, wie diese Aufzeichnungen zu handhaben sind.